# Catherine Huggett
Catherine Lucette Dargie (nacida Huggett; Canberra, 6 de mayo de 1970-Brisbane, 13 de noviembre de 2011) fue una nadadora paralímpica de origen australiano que destacó por su gran habilidad de nado y su gran trayectoria deportiva .  
Esta nadadora se reconoce por haber obtenido un total de 6 medallas a lo largo de su trayectoria, obteniendo dos de oro: la primera en el World Championships and Games for the Disabled en Assen 1990 y la segunda en los Juegos Paralímpicos de Barcelona 1992. 

## Vida personal
Catherine Lucette Huggett nació en Canberra el 6 de mayo de 1970, hija de Kenneth y Beverly Huggett. Al nacer se le diagnosticó parálisis cerebral, pero más tarde se determinó que tenía espina bífida.
Los padres de Huggett se mudaron a Broadbeach Waters en 1985, donde su carrera como nadadora fue alimentada por la Directora de Recreación y Deportes de la Costa Dorada, Anna-Louise Kassulke, y Denis Cotterell, quien había sido el entrenador principal del Club de Natación de Miami desde que él había ayudado a organizarlo en 1976. La madre de Huggett se acercó a Cotterell y le pidió que incluyera a Huggett en su equipo de entrenamiento. Prometió que si lo hacía, Huggett ganaría una medalla de oro en los Juegos Paralímpicos de Seúl 1988. Cuando le preguntó qué tan fuerte era Huggett, ella respondió: «Estás hablando de un toro The Mallee».
Se casó en 1993, y posteriormente se trasladó al Reino Unido y volviendo a Australia y estableciéndose en Perth con su marido. Sin embargo, su matrimonio se rompió finalmente, y su salud se deterioró. Después de un procedimiento médico infructuoso, volvió a Queensland, donde se sometió a más tratamientos.
Murió en Brisbane el 13 de noviembre de 2011. Un funeral se celebró en el Club de Salvamento de North Burleigh Surf el 26 de noviembre de ese año. Le sobrevivieron sus padres y su hermano.

## Carrera de natación
Huggett trabajó duro para cumplir esta promesa, nadando miles de vueltas junto a otros atletas como Grant Hackett y Andrew Baildon. En el Westfield Bicentennial Challenge de 1988 en Sídney, ganó medallas de oro en los diez eventos en los que participó y rompió un récord mundial. Ganó la selección paralímpica, y fue a Seúl donde ganó una medalla de plata en los 100 m de espalda.
En 1989, Huggett compitió en los Juegos de Parálisis Cerebral de Robin Hood en Inglaterra, donde ganó seis medallas de oro y una de plata. Ese año recibió el Premio al Deportista Discapacitado del Año de Queensland. En los Campeonatos de Natación de Australia de 1990 se añadieron por primera vez eventos para atletas discapacitados, y ella ganó el oro. Luego compitió en los Campeonatos Mundiales para Discapacitados en Assen, donde ganó una medalla de oro y tres de bronce.
Se le concedió una beca de la Academia de Deportes de Queensland para cumplir su ambición de una medalla de oro paralímpica. En los Juegos Paralímpicos de 1992 en Barcelona ganó una como miembro del equipo de relevos de 4 x 50 m estilo libre S1-6 que ganó el evento en tiempo récord mundial. En 1993 fue nombrada por cuarta vez Atleta Discapacitada del Año de la Costa de Oro. Le concedieron la Medalla de la Orden de Australia en los Honores de Cumpleaños de Queens de 1993 «en reconocimiento al servicio al deporte como medallista de oro en los Juegos Paralímpicos de Barcelona 1992».